# Chirurgia mininvasiva dello strabismo
Chirurgia mininvasiva dello strabismo (Minimally Invasive Strabismus Surgery - MISS) è il nome dato alla tecnica di chirurgia del muscolo oculare che, a differenza delle procedure convenzionali, permette di accedere al sito chirurgico praticando solo incisioni molto piccole della congiuntiva. Questa procedura è stata introdotta clinicamente dall’oculista svizzero Daniel Mojon all'incirca nel 2007, dopo che l'oculista belga Marc Gobin aveva descritto per la prima volta l'approccio nel 1994 in un testo specialistico francese.

## Indicazioni
La MISS è considerata una procedura che può essere applicata a tutte le forme di strabismo e utilizzata negli interventi chirurgici seguenti: recessione, duplicatura, resezione, miopessia retroequatoriale (di Cüppers), trasposizione e avanzamento di muscoli retti dell'occhio, nonché recessione e duplicatura libera e strumentale di muscoli obliqui dell’occhio.
Si ritiene che la procedura potrebbe far optare un gruppo di pazienti per l’intervento ambulatoriale. Sebbene la MISS non si sia ancora affermata nella chirurgia dello strabismo come procedura di accesso standard al sito chirurgico, la diffusione dei principi di base tra gli oculisti e le cliniche oculistiche è in crescente aumento.

## Principio
Durante un intervento MISS, l'uso di un microscopio chirurgico è preferibile all'uso delle lenti d'ingrandimento. Invece di un'apertura congiuntivale relativamente grande, nota anche come tecnica di Harms, l'accesso al sito chirurgico viene creato mediante incisioni molto piccole, dell'ordine di pochi millimetri, in stretta prossimità anatomica con il muscolo oculare da operare. Queste mini incisioni vengono praticate molto lontano dal limbo, la zona di transizione tra l'epitelio della congiuntiva e quello corneale, e in un punto nascosto dalle palpebre dopo l'operazione, tanto da risultare esteticamente poco appariscenti. Tra un’incisione e l’altra si forma una sorta di “tunnel”, attraverso il quale il chirurgo esegue l’intervento necessario utilizzando strumenti di precisione. In caso di complicazioni durante l’operazione, l’apertura congiuntivale può essere allargata fino a raggiungere le dimensioni delle incisioni tradizionali.

## Risultati clinici
I risultati della chirurgia mininvasiva dello strabismo per quanto riguarda la posizione post-operatoria degli occhi sono ampiamente descritti come paragonabili al metodo chirurgico classico. Ciò è stato dimostrato anche in un confronto diretto tra entrambi i metodi in 40 bambini; in coloro che erano stati operati con la MISS è stato peraltro riscontrato un minor gonfiore della congiuntiva e delle palpebre dopo l’intervento. I più bassi tassi di complicanze e la più rapida riabilitazione dei pazienti sono i principali pregi della MISS.
L’efficacia del metodo è stata documentata per l’intervento chirurgico sia sui muscoli retti dell’occhio sia su quelli obliqui.
Un gruppo di autori indiani ha riportato l’efficacia della MISS per il trattamento di pazienti la cui posizione oculare anomala è dovuta a una malattia della tiroide, il morbo di Basedow-Graves.

## Vantaggi
I vantaggi della tecnica mininvasiva sono l’eliminazione delle complicanze corneali e la riduzione del rischio di un ridotto flusso sanguigno (ischemia) nel segmento anteriore dell'occhio. La guarigione post-operatoria della ferita è più rapida e gli ematomi congiuntivali sono meno frequenti. Negli interventi di revisione si possono prevenire la maggior parte delle aderenze tra congiuntiva e sclera.

## Rischi
Rispetto ad altre tecniche di chirurgia dei muscoli oculari, la MISS è una procedura più dispendiosa in termini di tempo. Le piccolissime aperture praticate con questo metodo chirurgico possono strapparsi più facilmente nei pazienti più anziani. Qualora lo strappo si estenda fino alla fascia bulbare, può rimanere una cicatrice. In caso di emorragie insolitamente consistenti, le piccoli incisioni devono essere allargate per poter eseguire una cauterizzazione. Tuttavia, le segnalazioni di complicanze specifiche del metodo chirurgico mininvasivo per il trattamento dello strabismo sono rare.

## Pubblicazioni
- Ronald D. Gerste: Kleine Schnitte gegen das Schielen. Neue Zürcher Zeitung 21. luglio 2010.
- Martina Frei: Nach Minischnitt wieder geradeaus schauen. Tagesanzeiger, 22. gennaio 2008.
- Mojon DS: Minimally invasive strabismus surgery. Br J Ophthalmol 2009; 93(6): pp. 843–844.
- Mojon DS: Minimally invasive strabismus surgery. In: Fine HI, Mojon DS (eds). Minimally invasive ophthalmic surgery. Springer: Heidelberg, Germania; 2009, pp. 123–152.
- Mojon DS.: A new transconjunctival muscle reinsertion technique for minimally invasive strabismus surgery. J Pediatr Ophthalmol Strabismus 2010; 47: pp. 292–296.
- Mojon DS: Review: minimally invasive strabismus surgery. Eye (2015) 29, pp. 225–233.